# Landman (Altai)
Landman (deutsch Landmann, kasachisch Ландман) ist ein Dorf im Audan Altai im Gebiet Ostkasachstan in Kasachstan. Es ist eine historische deutsche Siedlung und Teil des ländlichen Viertels Malejewski.
Landman befindet sich am rechten Ufer des Flusses Berjosowka am nordöstlichen Stadtrand des Bezirkszentrums der Stadt Altai.

## Geschichte
Die erste Erwähnung von Landman stammt aus dem Jahr 1895. Das Dorf wurde bis 1916 von Deutschen bewohnt. Ihre Zahl betrug etwa 17 Menschen. Informationen über das Dorf und seine Einwohner sind in verschiedenen Datenquellen enthalten: CPSU SE RK des Staatsunternehmens der Republik Kasachstan, GA der Region Ostkasachstan, Datenbank „Opfer des politischen Terrors in der UdSSR“, das Zentrum „Zurückgegebene Namen“ in Nischni Tagil und das Buch der Erinnerung an die sowjetischen deutschen Gefangenen von Tagillag.
Das Dorf war bis 2013 Teil des abgeschafften ländlichen Bezirks Berjosowski.
2020/2021 wurde eine modulare Station für die Trinkwasserversorgung gebaut.

### Landwirtschaft und Agrarindustrie
Landmans Wirtschaft stützt sich auf die Landwirtschaft. Neben dem Anbau von Getreide deuten historische Daten auf das Vorhandensein von Teststellen (Aussaatunternehmen) hin, an denen Experimente mit dem Anpflanzen von Gemüse und Obst zur Verbesserung der landwirtschaftlichen Methoden und zur Steigerung der Erträge durchgeführt wurden. Das Dorf wurde von Gewächshäusern dominiert, angebaut wurde Gemüse und Früchte wie Gurken oder Wassermelone.

### Club und andere Institutionen im Dorf
Als Kommunikationszentrum diente ein Club im Dorf, der in der Ära der UdSSR ein aktives Zentrum war, in dem Treffen, verschiedene Veranstaltungen und kulturelle Programme, kreative Abende und andere Veranstaltungen abgehalten wurden.
Ein Lebensmittelgeschäft im Dorf versorgte die Anwohner mit Lebensmitteln und Grundbedürfnissen.
Darüber hinaus gab es im Dorf ein medizinisches Zentrum.
Nach dem Zusammenbruch der staatlichen Farm in den 1990er-Jahren funktionierten diese Institutionen nicht mehr.
Die „Schule Landman“ hielt Unterricht in vier Klassen ab. Die Bewohner des Dorfes waren hauptsächlich in der „Sowchose Berjosowki im Zweig №2“ beschäftigt.
Darüber hinaus gab es in der Siedlung einen Garten mit Äpfeln, Kirschen usw. Dies spiegelt sich in der Umbenennung der Sowezkaja-Straße in die Sadowaja-Straße („Gartenstraße“) wider, was die Bedeutung der Garten- und Gartenkultur in der Geschichte von Landman symbolisiert.

### Von der Bushaltestelle zur Gedenkmauer
Ein Element der Dorfgeschichte war die Bushaltestelle, an der früher städtische Busse verkehrten und die Verbindung zur Stadt und den nahegelegenen Ortschaften gewährleisteten. Dies war ein wichtiges Transportmittel für die Bewohner.
Jedoch wurde die Bushaltestelle im Laufe der Zeit, mit der Entwicklung der Transportinfrastruktur und der Veränderung der Nachfrage nach öffentlichen Verkehrsdiensten, eingestellt. Dieser Moment markierte einen wichtigen Abschnitt in der Geschichte des Dorfes.
Interessanterweise entstand später an der Stelle der ehemaligen Bushaltestelle eine ungewöhnliche Initiative seitens der örtlichen Bevölkerung. Die Wand, die zuvor als Standort für den Fahrplan und andere Informationen diente, wurde zu einer „Gedenkmauer“ umgewandelt. Die Bewohner begannen, ihre Markierungen darauf zu hinterlassen, ihre Namen, wichtige Ereignisse und Orte, die mit ihrem Leben und der Geschichte des Dorfes verbunden waren, zu vermerken.
Diese Mauer wurde nicht einfach nur ein Ort für Nachrichten und Notizen, sondern zu einem besonderen Artefakt, das das kollektive Gedächtnis und die Geschichte von Landman widerspiegelte. Jeder Eintrag wird hier zu einem Teil der gemeinsamen Geschichte, der die Einzigartigkeit und den Geist dieses kleinen, aber bedeutenden Dorfes symbolisiert.

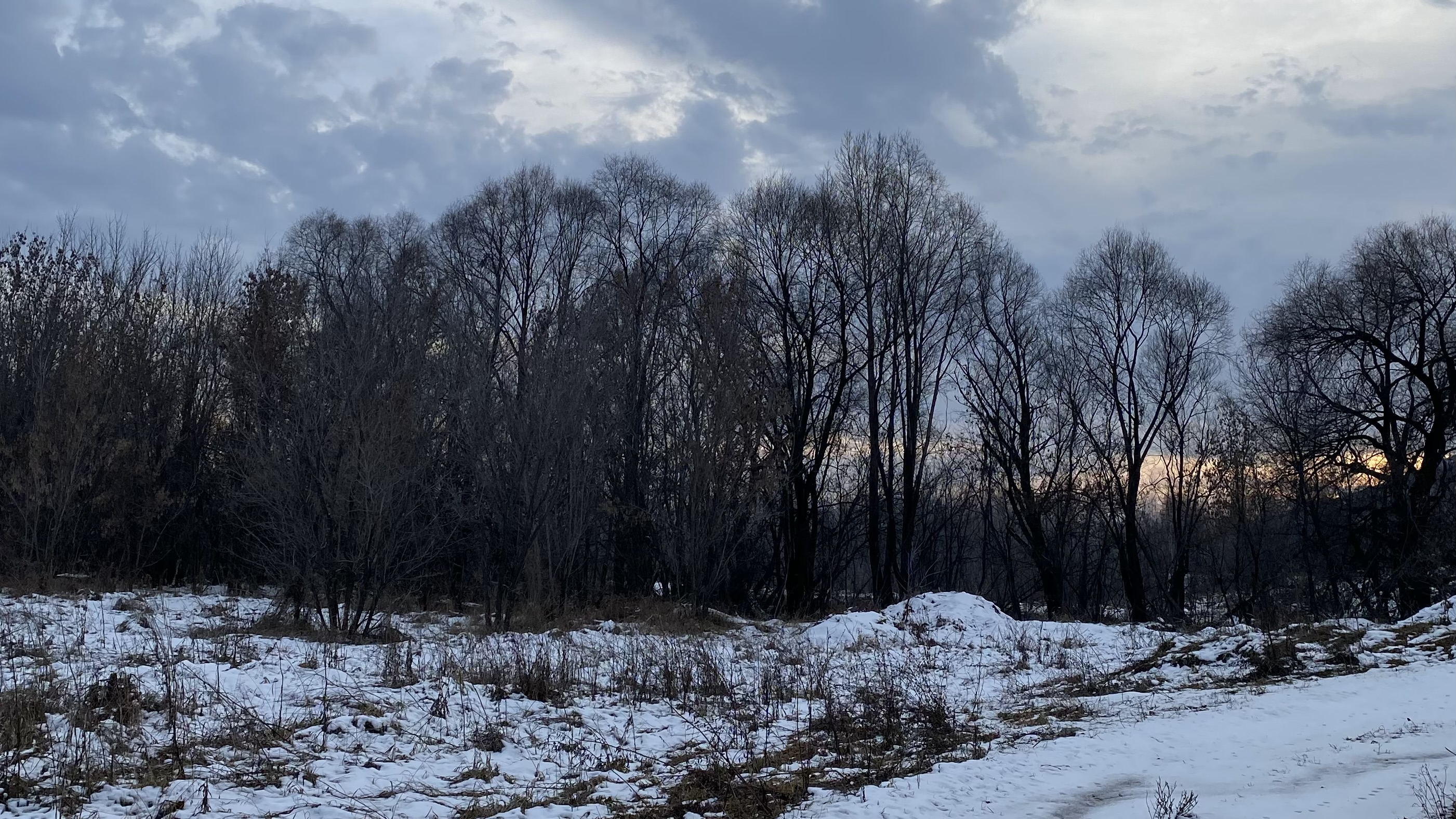
Der Winterwald, Landmann 2023

## Bevölkerung
| Jahr      | Männer | Frauen | Bevölkerung |
| --------- | ------ | ------ | ----------- |
| 1895–1916 | 15     | 2      | 17          |
| 1999      | 39     | 42     | 81          |
| 2009      | 25     | 26     | 51          |
| 2021      | 20     | 15     | 35          |